# Thành, Trường Trị
Thành (chữ Hán giản thể: 城区, âm Hán Việt: Thành khu) cho tới tháng 9/2018 là một quận thuộc địa cấp thị Trường Trị, tỉnh Sơn Tây, Cộng hòa Nhân dân Trung Hoa. Quận Thành có diện tích 55,6 km², dân số năm 2002 là 360.000 người. Quận Thành được chia thành 10 nhai đạo biện sự xứ: Thái Hành Đông, Bắc Đổng, Thái Hành Tây, Tây Nhai, Bắc Quan, Anh Hùng, Ngũ Mã, Ngũ Nhất Lộ, Nam Nhai, Đông Nhai.

Từ tháng 9/2018 chính quyền Trung Quốc sáp nhập hai quận Giao và Thành để lập ra quận Lộ Châu.